# يوليوس يزنر
يوليوس يزنر (بالألمانية: Julius Wiesner)‏ (و. 1838 – 1916 م) هو أستاذ جامعي، وعالم نبات من النمسا .
وكان عضواً في أكاديمية سانت بطرسبرغ للعلوم، والأكاديمية الملكية السويدية للعلوم، والأكاديمية الروسية للعلوم .
توفي في فيينا ، عن عمر يناهز 78 عاماً.

## التعليم
تعلم في جامعة فيينا

## مناصب وهيئات
أدار جامعة فيينا.